# Далтон, Кристен
Кристен Джаннин Далтон (Kristen Jeannine Dalton; род. 13 декабря 1986) — победительница конкурса Мисс США 2009 года.

## Биография
Родилась 13 декабря 1986 года в Уилмингтоне, штат Северная Каролина (США).
Дочь Дженни Далтон (Боджер), завоевавшей титул «мисс Северная Каролина» в 1982 году.
Образование получила в Hoggard High School и в Психологическом колледже при Восточно-Каролинском университете.

## Карьера
В апреле 2009 году завоевала титул «Мисс США» на проходившем в Лас-Вегасе конкурсе красоты. Помимо титула, Кристен получила возможность в течение двух лет бесплатно учиться в киноакадемии Нью-Йорка, а также право на бесплатное годовое пользование апартаментами в одной из гостиниц Нью-Йорка.
В августе 2009 года представляла Соединённые Штаты на конкурсе «Мисс Вселенная», который прошёл на Багамских островах, и вошла в десятку лучших на конкурсе.

## Личная жизнь
Далтон — дочь Жанин Далтон (урожденная Богер), которая была Мисс Северная Каролина США 1982 года. Ее младшая сестра, Кензи, также участвовала в конкурсе Мисс Северная Каролина Teen США 2005 и заняла второе место.  Другая ее сестра, Джулия, была Мисс Северная Каролина Teen США 2008, заняла второе место на Miss Teen США 2008 и участвовала в конкурсе Мисс США 2015.  Далтоны — единственная семья, в которой мать и две дочери выиграли один и тот же титул.                              Далтон окончил среднюю школу Хоггарда в 2005 году.  Далтон специализировался на психологии и испанском языке в Университете Восточной Каролины.
Она встречалась с Ридом Розенталем, который появился в пятом сезоне «Холостячки». Пара рассталась в марте 2012 года.              В настоящее время она замужем за Крисом Вулфом.